# Бејнбери (Тенеси)
Бејнбери (енгл. Baneberry) град је у америчкој савезној држави Тенеси.

## Демографија
По попису из 2010. године број становника је 482, што је 116 (31,7%) становника више него 2000. године.
| Група             | 2000.       | 2010.       |
| Белци             | 364 (99,5%) | 467 (96,9%) |
| Афроамериканци    | 1 (0,3%)    | 2 (0,4%)    |
| Азијати           | 0 (0,0%)    | 0 (0,0%)    |
| Хиспаноамериканци | 0 (0,0%)    | 10 (2,1%)   |
| Укупно            | 366         | 482         |